# 정릉역
정릉(국민대입구)역(Jeongneung(Gukmindae Entrance)Station, 貞陵驛)은 서울특별시 성북구 정릉동에 위치한 서울 경전철 우이신설선의 지하철역이다. 인근에 국민대학교가 있다.

## 특징
인근에 세계문화유산이자 사적지인 정릉이 있고 이 지역 지명도 정릉동이어서 역명이 정해졌으며, 부역명으로 국민대입구가 표기되어 있으나, 국민대학교 정문과는 2km 떨어져 있으므로 인근 숭덕초등학교 버스 정류장에서 간선이나 지선 시내버스로 환승하여 접근해야 하며, 오히려 국민대학교 정문은 북한산보국문역 2번 출구에서 더 가깝다. 다만 버스로 환승해서 가는 길은 이 역이 더 편리한 터라 이 역의 부역명으로 표기하였다. 아리랑고개 입구 삼거리에 역이 소재하고 있으며, 4호선 길음역과는 약 1.1km 정도 떨어져 있다.

## 역사
- 2017년 3월 2일: 정릉(국민대입구)역으로 역명 결정[1]
- 2017년 9월 2일: 서울 경전철 우이신설선 개통과 함께 영업 개시

## 역 구조
2면 2선의 상대식 승강장을 갖추고 있으며, 스크린도어가 설치되어 있다.

### 승강장
| 북한산보국문 ↑ |
| \| 상          |
| ↓ 성신여대입구 |

| 상행 | ● 서울 경전철 우이신설선 | 북한산우이 방면 |
| 하행 | ● 서울 경전철 우이신설선 | 신설동 방면     |

## 역 주변
| 나가는 곳 | 방면                                                                                             |
| --------- | ------------------------------------------------------------------------------------------------ |
| 1         | 정릉우체국 서울숭덕초등학교 길음119안전센터 아리랑정보도서관 정릉1동주민센터 정릉1동커뮤니티센터 |
| 2         | 정릉2동주민센터 정릉도서관 정릉2파출소 정릉 아리랑시장 성북아동청소년센터                        |

## 사진

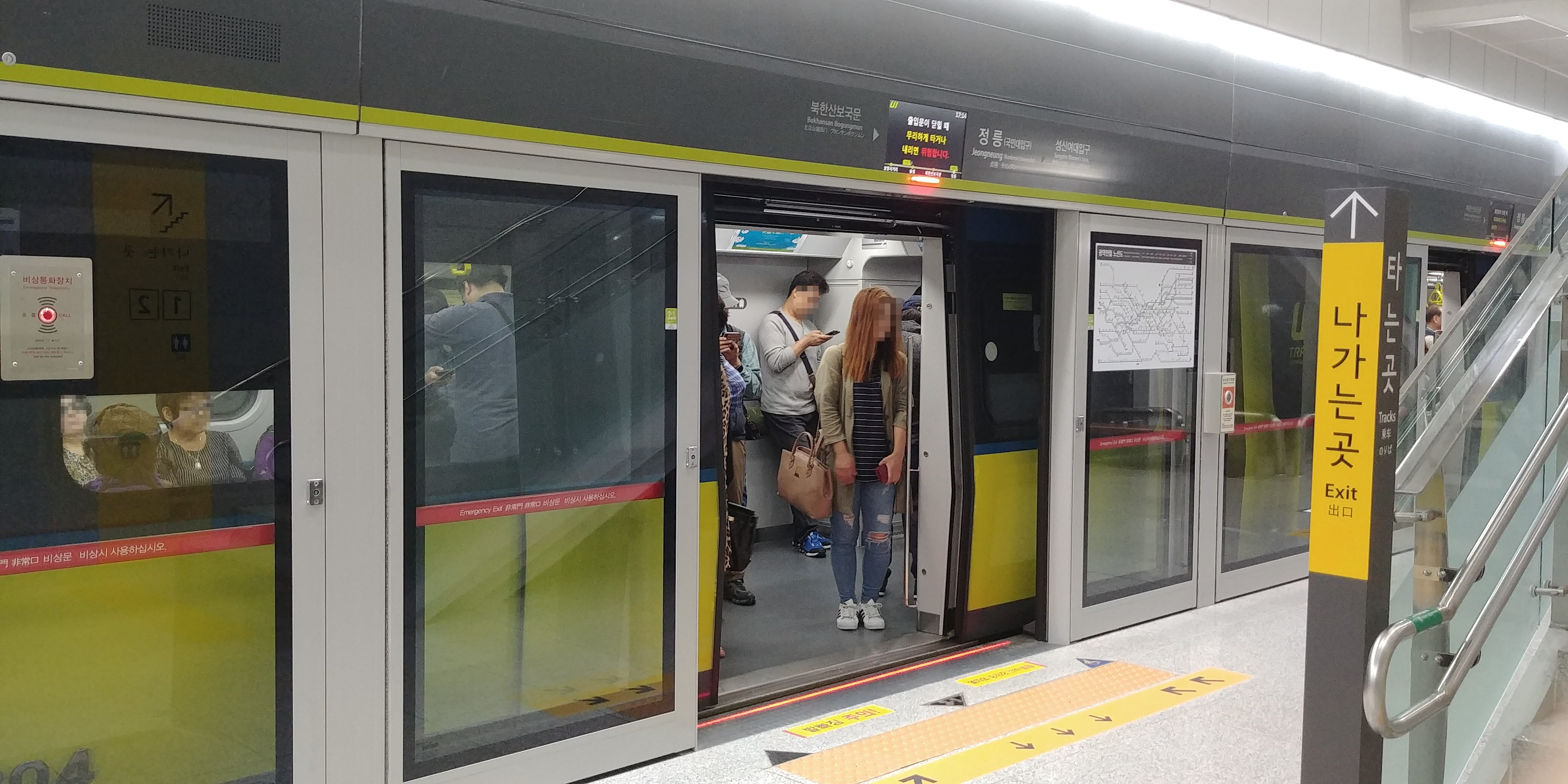
승강장(신설동 방면)
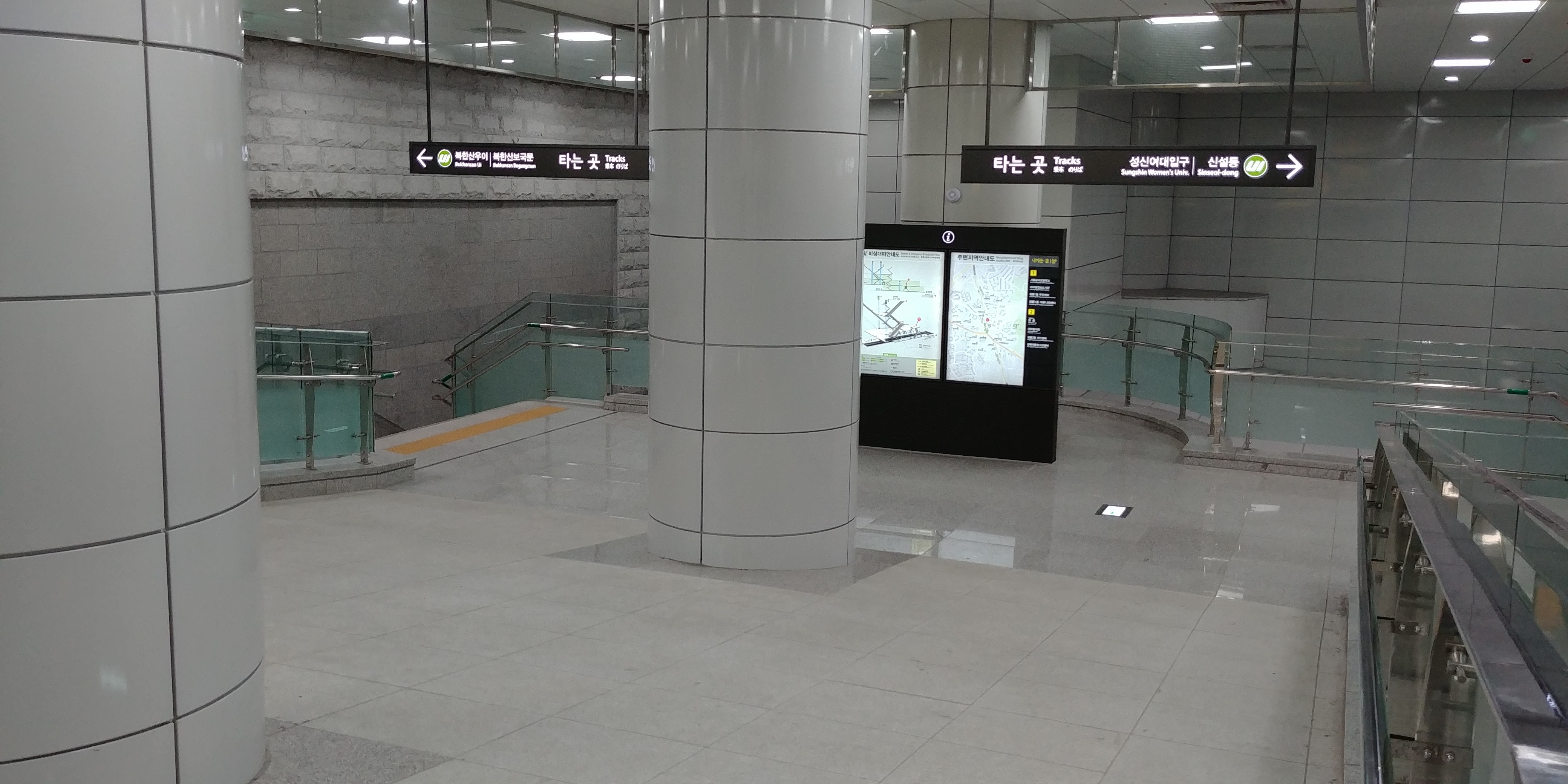
맞이방

## 인접한 역
| 서울 경전철 우이신설선       | 서울 경전철 우이신설선   | 서울 경전철 우이신설선   |
| ---------------------------- | ------------------------ | ------------------------ |
| 북한산보국문 북한산우이 방면 | ● 서울 경전철 우이신설선 | 성신여대입구 신설동 방면 |